# Weston-on-Avon
Weston-on-Avon – wieś w Anglii, w hrabstwie Warwickshire, w dystrykcie Stratford-on-Avon. Leży 18 km na południowy zachód od miasta Warwick i 135 km na północny zachód od Londynu.